# ألوك ناث
ألوك ناث هو ممثل هندي، ولد في 10 يوليو 1956 بمومباي في الهند.

## أعمال

### أفلام
- (1988) من كارثة إلى كارثة
- (1994) لادلا
- (1997) بلد اجنبي
- (1999) إيقاع
- (2001) أحيانا السعادة وأحيانا الحزن[6]
- (2006) رحلة من الخطبة إلى الزواج

## وصلات خارجية
- ألوك ناث على موقع IMDb (الإنجليزية)
- ألوك ناث على موقع ألو سيني (الفرنسية)
- ألوك ناث على موقع ميوزك برينز (الإنجليزية)
- ألوك ناث على موقع أول موفي (الإنجليزية)
- ألوك ناث على موقع قاعدة بيانات الفيلم (الإنجليزية)
- ألوك ناث على موقع كينوبويسك (الروسية)